# 西堺警察署
西堺警察署（にしさかいけいさつしょ）は、大阪府警察が管轄する警察署の一つ。2008年（平成20年）4月1日までは「堺南警察署（さかいみなみけいさつしょ）」という名称だった（現在の南堺警察署は同日まで「泉北警察署」という名称）。

## 所在地・最寄り駅
- 大阪府堺市西区鳳東町四丁338番地
  - 最寄り駅：JR阪和線鳳駅
- 2004年5月3日から2008年6月1日までは、庁舎改築に伴い堺市中区八田西町一丁2番2号（泉北下水処理場敷地内）に庁舎を設置し、業務を行っていた。

## 所轄
- 堺市西区

## 沿革

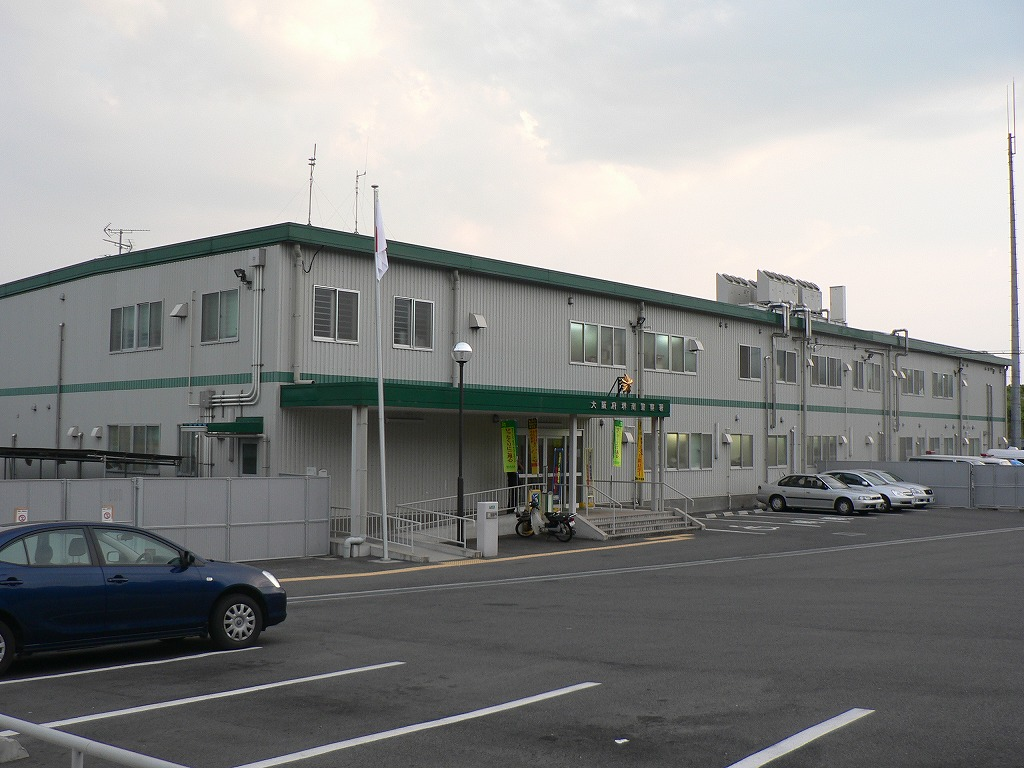
泉北下水処理場敷地内の仮庁舎
（2007年6月、旧堺南警察署時代）

- 1988年（昭和63年）2月 - 警察官ネコババ事件発生。
- 1989年（平成元年）4月1日 - 泉北警察署（当時）が開設され、泉北ニュータウンを中心とする南支所区域（当時）を移管する。
- 2004年（平成16年）5月3日 - 庁舎改築のため仮庁舎に移動。これまで使用されていた庁舎は1959年に完成した鉄筋コンクリート造の2階建て庁舎であった。
- 2006年（平成18年）4月1日 - 堺市の政令指定都市移行に伴い、前日まで中区のうち堺東警察署（当時）の所轄となっていた地域が移管される（一つの区が複数の警察署に管轄されるのを解消）。同時に住所が現在の住所に変更される。
- 2008年（平成20年）4月1日 - 堺市の区の名称に合わせて「西堺警察署」に変更された。
- 2008年（平成20年）5月 - 現庁舎が完成。鉄筋コンクリート造の5階建て庁舎で、府警の警察署では初めて留置場内に洗面場を設けた。同年6月2日より運用開始。
- 2021年（令和3年）7月1日 - 中堺警察署が開設され、中区の管轄を移管する。

## 交番一覧
- 上野芝町交番 - 堺市西区上野芝町三丁1番10号
- 鳳駅前交番 - 堺市西区鳳東町一丁33番地の1
- 津久野町交番 - 堺市西区津久野町一丁4番3号
- 浜寺石津西交番 - 堺市西区浜寺石津町西三丁1番8号
- 浜寺諏訪森交番 - 堺市西区浜寺諏訪森町西二丁90番地
- 浜寺元町交番 - 堺市西区浜寺元町六丁846番地の1
- 福泉交番 - 堺市西区草部183番地の5

## 主な未解決事件
- 堺市母娘殺傷事件

## 中堺警察署
- 中区にはかつて警察署がなく、西堺警察署が西区と中区を管轄している状況だった。刑法犯認知件数の多さや地元住民の要望を受け、府議会において中区を管轄する中堺警察署の新設が決定し、2021年（令和3年）7月に開署した。